# Cratere Iraida
Iraida  è un cratere sulla superficie di Venere.